# 横山村 (大阪府)
横山村（よこやまむら）は、かつて大阪府にあった村である。

## 歴史
- 1903年（明治36年）5月1日、泉北郡西横山村と東横山村が合併して、泉北郡横山村が発足。大字北田中に村役場を設置。
- 1956年（昭和31年）9月1日、和泉町を中心とする1町6村の合併により、和泉市となる。

## 交通

### 道路
- 大津街道（河泉街道）
- 父鬼街道